# Rhinocypha sanguinolenta
Rhinocypha sanguinolenta är en trollsländeart som beskrevs av Maurits Anne Lieftinck 1961. Rhinocypha sanguinolenta ingår i släktet Rhinocypha och familjen Chlorocyphidae. Inga underarter finns listade i Catalogue of Life.